# Гигантский хамелеон
Гигантский хамелеон (Furcifer oustaleti) — вид ящериц из семейства хамелеонов, эндемик Мадагаскара. Видовое латинское название дано в честь французского зоолога Эмиля Устале (1844—1905).
Общая длина достигает 50—68 см, это самый крупный вид в роде горных мадагаскарских хамелеонов и среди всех хамелеонов вообще. Наблюдается половой диморфизм — самцы крупнее самок. Кожный покров матовый, окраска коричневая с жёлтыми, зелёными и красными пятнышками. Голова большая и широкая. Туловище крепкое. Спинной гребень пилообразный. Пальцы и хвост довольно цепкие.
Любит густые, влажные леса, кустарники. Активен днём. Питается насекомыми, мелкими млекопитающими, птицами, ящерицами.
Яйцекладущая ящерица. Самка откладывает до 60 яиц. За сезон бывает до 2-х кладок. Через 9—10 месяцев появляются молодые хамелеоны. Половая зрелость наступает через год.

Продолжительность жизни составляет до 15 лет.

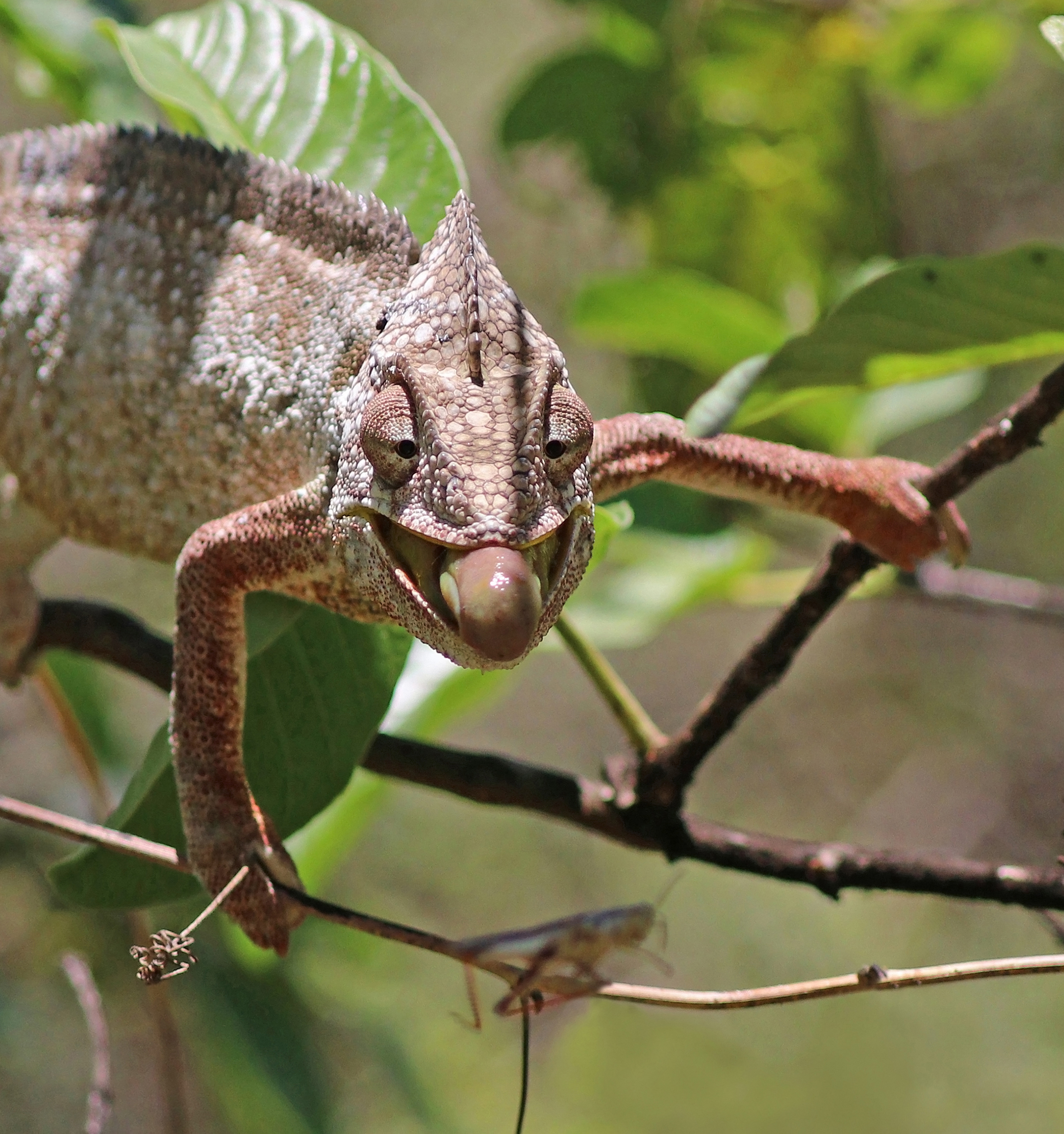
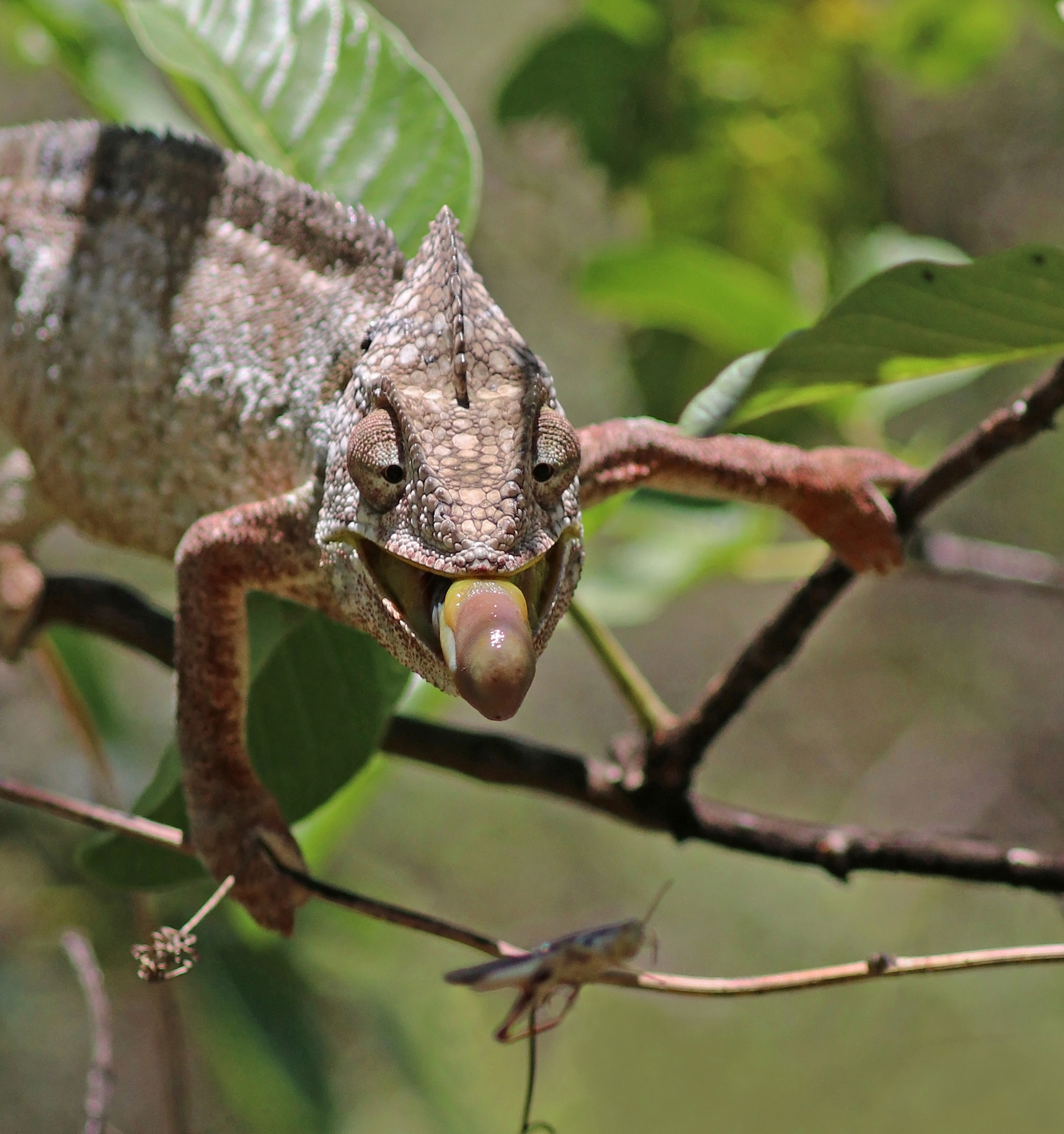
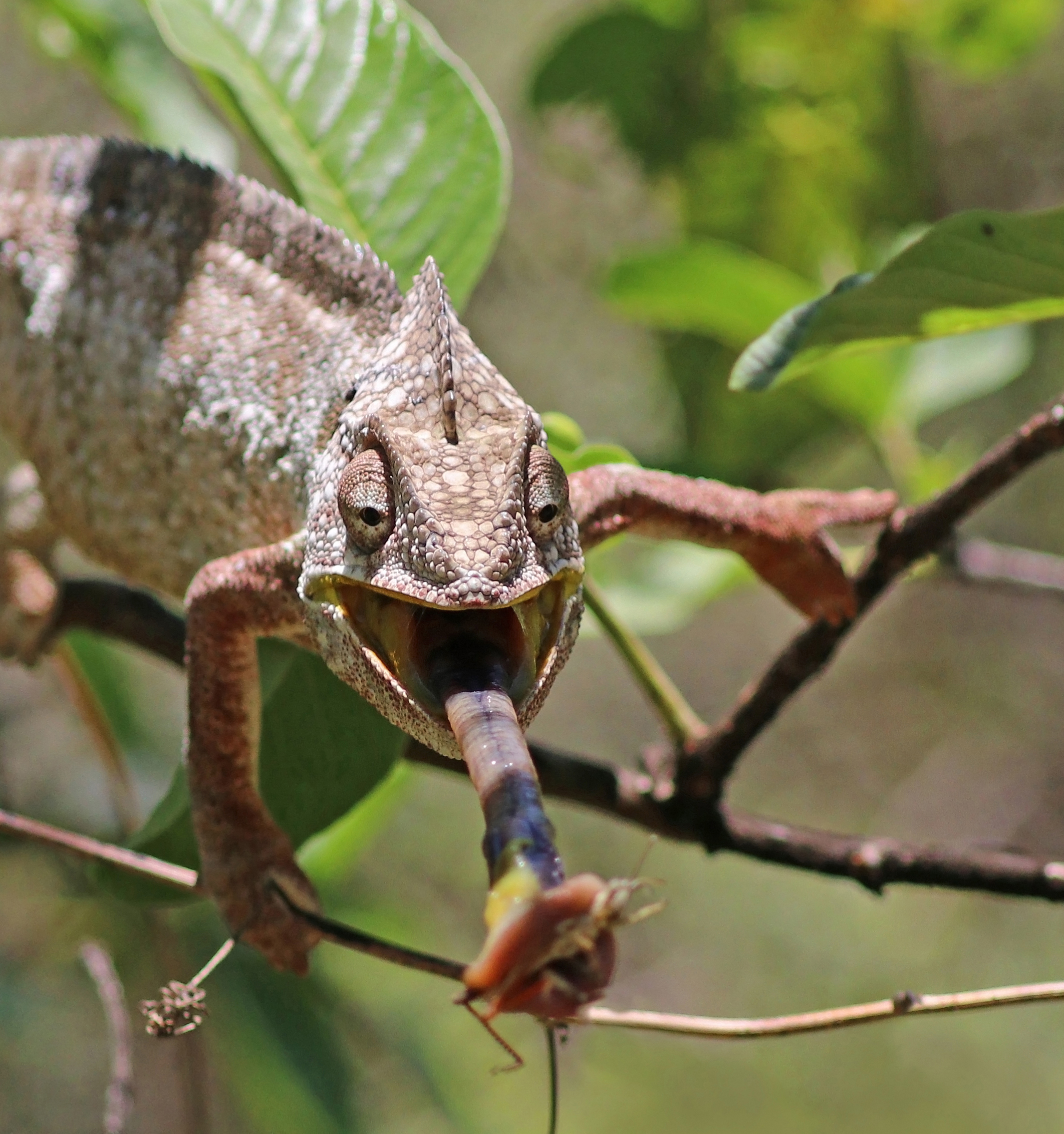
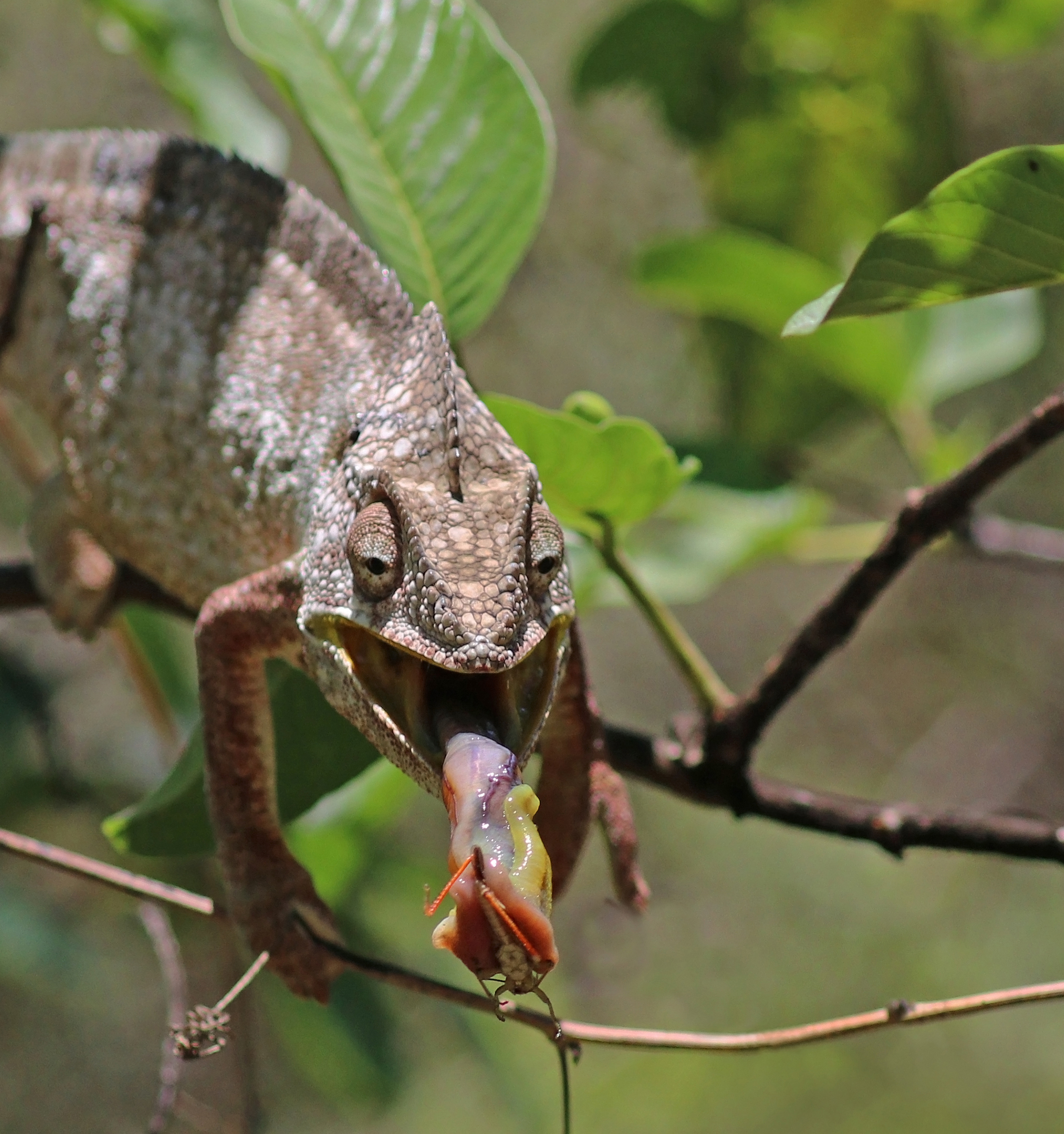